# Thérèse Desqueyroux (roman)
Thérèse Desqueyroux is een van de bekendste romans van François Mauriac. Hij verscheen in 1927.

## Presentatie
François Mauriac romantiseert het verhaal van een authentiek nieuwsbericht over een vrouw die tevergeefs geprobeerd heeft om haar man te vergiftigen met rattengif. Om te voorkomen dat het schandaal uitlekt, pleit haar echtgenoot, die wil dat het incident onder de mat geveegd wordt, haar vrij voor de rechtbank die de zaak prompt stopzet. De roman vangt aan met het einde van de rechtszaak. Daarna keert de verteller terug in de tijd om de lijdensweg van de moordenares te schetsen, die haar mogelijk aangezet heeft om haar echtgenoot proberen te vermoorden: Thérèse bezwijkt onder het gewicht van de conventies van de bourgeoisie, het huwelijk en het moederschap in een schijnbaar vijandig milieu. Het personage van Thérèse Desqueyroux komt terug in een andere roman van Mauriac, La Fin de la nuit, en twee andere novelles: Thérèse chez le docteur en Thérèse à l’hôtel. In 1950 werd deze roman toegevoegd aan de lijst van de Grand Prix voor de beste romans in 50 jaar.

## Analyse van de roman
Het boek begint met een directe aanspreking van de auteur aan zijn personage: “Thérèse, velen zullen zeggen dat je niet bestaat.” Hoewel Thérèse een personage is dat heel ongeloofwaardig en veel duisterder is dan degenen die Mauriac tot dan toe gecreëerd had, is ze gebaseerd op een echt individu uit de burgerij die haar leven insluit met conventies en haar verstand benauwt, of ze nu katholiek of radicaal is.
Thérèse bestaat echt, Mauriac heeft haar niet verzonnen. Hij heeft haar ontmoet. Maar wie is zij? Weet zij het zelf? In het eerste hoofdstuk verlaat Thérèse ’s nachts het gerechtsgebouw. Ze heeft zojuist vernomen dat ze niet vervolgd wordt. Het gerecht zal Thérèse dus niet vervolgen en toch weet iedereen dat ze schuldig is: haar vader die haar komt ophalen, haar advocaat die haar vergezelt, haar man die op haar wacht in hun buitenverblijf in Argelouse en ten slotte de lezer die met haar meevoelt, omdat hij vindt dat zij het slachtoffer is. Tijdens haar nachtelijke tocht, die haar meeneemt van de stad naar het idyllische Argelouse, denkt Thérèse aan haar verleden en ze vraagt zich af wat ze tegen haar man, die ze wilde vergiftigen, zal zeggen wanneer ze hem zal terugzien. De hoofdstukken II tot VIII bevatten dus een lange monoloog waarin we nauwkeurig de gedachten van Thérèse kunnen volgen. Het is tegelijkertijd een flashback en een vooruitblik op de toekomst. Thérèse bereidt, rekening houdend met haar man Bernard, een uitgebreide bekentenis voor. Het is niet echt een pleidooi, maar een poging om de plooien glad te strijken en eerlijk te zijn. Zo hoopt ze dat hij begrijpt wat er gebeurd is en dat hij begrijpt hoe ze het over haar hart kon krijgen hem zo onverschillig te willen doden door hem gif te geven. De zin van Thérèses leven wordt in het volgende zinnetje samengevat:
“Een te blauwe lucht ’s morgens belooft niet veel goeds voor ’s middags en ’s avonds. Daar komen geheid verwoeste gazonnetjes, gebroken takken en veel slijk van.”
Thérèse ontkent haar misdaad niet maar zoekt er een uitleg voor. Nooit heeft ze nagedacht en al evenmin iets voorbedacht. Alleen als kind was ze gelukkig. Het noodlot bepaalde haar leven. Ze wist zich geen raad met zichzelf: een verstandshuwelijk, zonder echte liefde, eenzaam in haar gezin en vervreemd van haar man. Thérèse voelde zich gevangen, besloten in een beperkte horizon en zonder controle over haar eigen leven. Maar ze had er zich bij neergelegd en bijna per toeval, zonder echt na te denken, kwam het idee in haar op om haar echtgenoot te vergiftigen. Ze deed het gewoon automatisch, zonder passie, zonder haat. En net dat maakt haar zo monsterlijk: haar koelbloedigheid, haar onverschilligheid. Met haar bekentenis die ze in zichzelf opdreunt wil ze er niet zozeer voor zorgen dat haar man haar excuseert of vergeeft, maar wel dat hij haar begrijpt en beter aanvoelt. Deze lange monoloog die meer dan de helft van het boek in beslag neemt en terugverwijst naar de kindertijd van Thérèse, is voor Bernard bestemd, maar Thérèse spreekt evengoed voor haarzelf. Ze hoopt ermee haar echtgenoot te kunnen raken.
Zodra ze weer thuis komt, wordt ze op een brutale manier geconfronteerd met de realiteit. Bernard bepaalt wat ze moet doen en verbiedt haar te spreken. Ze is gebroken, gewoonweg gekrenkt in haar persoonlijkheid, in haar bewustzijn. De desillusie is gewelddadig en de roman gaat, zonder overgang, van de innerlijke monoloog over naar het feitelijke verhaal, van de intimiteit van het personage naar de meest koudbloedige buitenkant: Thérèse is gevangen, opgesloten, geïsoleerd zelfs… ten behoeve van de regeltjes, de familie en de eer. Het individu is gebroken.
Het laatste hoofdstuk bestaat uit een soort epiloog: Bernard, die de regels respecteert, beslist om Thérèse haar vrijheid terug te geven. Hij vergezelt haar tot in Parijs waar hij haar achterlaat. Zijn reputatie hoog houden is voor hem het belangrijkste, terwijl Thérèse eindelijk de indruk heeft dat ze vrij is. Bijna ontmoeten ze elkaar op het terras van een café in Parijs, ver weg van de verstikkende invloed van de familie en de provincie. Bernard legt er bijna het pantser van zijn zekerheden af, kijkt er zijn vrouw bijna aan, spreekt haar zelfs bijna aan. Zo ver komt het echter niet, want dan zou hij een deel van zichzelf verloochenen. Op het einde van het boek hoort de lezer de bekentenis van Thérèse. Ook al is zij de feitelijke misdadiger, Bernard blijkt de onmenselijkste van hen beiden.

## Verfilmingen
1962 : Thérèse Desqueyroux (Georges Franju) met Emmanuelle Riva en Philippe Noiret in de hoofdrollen.
2012 : Thérèse Desqueyroux (Claude Miller) met Audrey Tautou en Gilles Lellouche in de hoofdrollen.